# Neuroshima
Neuroshima – polska gra fabularna w konwencji postapokaliptycznej, której akcja osadzona jest w zniszczonych wojną atomową Stanach Zjednoczonych połowy XXI wieku.
System jest wzorowany na grze Fallout oraz filmie Mad Max. Widać w nim również wpływy takich dzieł jak Aleja Potępienia (powieść Rogera Zelazny’ego), Terminator, Wysłannik przyszłości, Matrix czy Deadlands: Martwe Ziemie. Pierwotny tytuł gry brzmiał Necropunk, ale po rozpadzie grupy tworzącej grę na dwa odrębne zespoły, system (powstający na bazie tej części Necropunka, która stanowiła własność intelektualną wydawnictwa Portal) otrzymał obecny tytuł, będący odwołaniem do utworu zespołu Lääz Rockit, zatytułowanego „Euroshima”.
Całość liczy około 480 stron w formacie B5. W chwili obecnej podręcznik podstawowy w wersji 1.0 jest niedostępny w sprzedaży. W 2005 roku ukazała się edycja 1.5 podręcznika podstawowego (popularnie zwana NS 1.5). Podręcznik został poprawiony, zawiera zmiany w mechanice, usunięta została też część zbędnego materiału. Podręcznik liczy 416 stron, dołączona została do niego mapa świata gry (Stany Zjednoczone w 2054 roku) w formacie A4.

## Świat
Według założeń systemu, 5 września 2020 potężny system komputerowy zyskał świadomość, uznał ludzi za wrogów i sprowokował wybuch III wojny światowej, podczas której maszyny użyły arsenału chemicznego i biologicznego (broni nuklearnej użyli sami ludzie), zabijając znaczną część populacji USA oraz powodując śmiertelne skażenie ziemi, wody i powietrza. Według informacji z podręcznika głównego, przeżyło ok. 1% populacji byłego USA. Lata po wojnie, w roku 2054 ludzkość próbuje się odrodzić. Formują się nowe państwa, jednak zagrożenie stanowią zarówno inni ludzie (np. gangerzy), jak i twór utworzony przez sztuczną inteligencję, zwany przez ludzi Molochem.

### Posterunek
Posterunek to garstka ludzi walcząca o przyszłość ludzkości. Walczą z molochem, na froncie. To oni zdobywają nowe dane o Molochu, posiadają najnowocześniejszą armię, gdyż kradną technologie Molochowi, lub przeszukują stare ruiny w ich poszukiwaniu. Pod względem wiedzy o Molochu ustępują tylko Doktorowi Alluvachowi. Dzięki wieloletniej walce z Molochem opracowali setki taktyk przeciw niemu. Są intensywnie wspierani przez Nowy Jork i jego mieszkańców. Zamieszkują tak zwane Wędrowne Miasto, które składa się z wielu pojazdów. Posterunek niemal cały czas przemieszcza się, gdyż głównodowodzący uważają, że jest to jedyny sposób, by maszyny ich nie znalazły.

### Vegas
Miasto, które doznało najmniej szkody przez wojnę. Może się wydawać, iż jego mieszkańcy praktycznie nie widzą chaosu wokół nich. Słynie jako miasto rozrywki, narkotyków, hazardu i mafii. Vegas jest kontrolowane przez cztery kartele, z których każdy obejmuje inną dziedzinę rozrywki. Ten układ gwarantuje brak wojen, gdyż żaden kartel nie może się obyć bez reszty.

### Moloch
Moloch jest gigantyczną konstrukcją ze stali i betonu, zajmującą obszar kilkunastu północnych stanów, nie posiadającą żadnego centralnego mózgu, składającą się z wojskowych obiektów, fabryk broni, elektrowni itp. Moloch prowadzi powolną aczkolwiek brutalną ekspansję, zajmując fabrykę za fabryką, hutę za hutą, kolejne złoża surowców takich jak ropa czy rudy. Używa do tego śmiercionośnych robotów oraz cyborgów stworzonych z pojmanych ludzi, przeprogramowanych i oszalałych, czasami odzyskującymi świadomość, co kończy się katatonią lub samobójstwem. Wiele z maszyn Molocha nie jest zbyt efektywnych, ale za to bardzo mocno wpływa na morale walczących ludzi. Tworzy maszyny z dostępnych mu elementów. Czasami stworzy zabójcze połączenie w rodzaju gigantycznej maszyny kroczącej, natomiast innym razem tworzy rzeczy takie jak działa strzelające lodówkami. Prawdopodobnie jest to spowodowane ogromną ilością programów w bazie. Na jakiś czas do władzy dochodzi program botaniczny, i wtedy Moloch ma genialne pomysły w rodzaju mechamrówki, która niepostrzeżenie wstrzykuje truciznę. Innego dnia prym wiedzie oprogramowanie z zabawki dla dzieci, i wtedy powstają różowe Juggernauty proszące o przytulenie. Nikt nie wie, jak właściwie powstał Moloch. Niektórzy twierdzą, że ludzie oddali zbyt dużą władzę w ręce sztucznej inteligencji, która to najzwyczajniej w świecie się zbuntowała. Inni uważają, że Moloch powstał przypadkiem, z kodu, który miał za zadanie włączać do siebie wszystkie napotkane kody, i sprawdzać, jak będą działać. Kolejną teorią jest, że Moloch został stworzony nieprzypadkowo. Został stworzony, by dokonać selekcji naturalnej.

### Mutanci
Znakomita większość mutantów jest dziełem eksperymentów Molocha na ludziach i innych żywych istotach. Nieliczne szczepy oraz zwierzęta są zmutowane z innego powodu, jak choćby od promieniowania. Mimo to wszyscy są raczej niemile widziani. Zwłaszcza w Teksasie, gdzie absolutnie każdy, u kogo zauważona zostanie choćby drobna mutacja, w rodzaju dodatkowego palca, zazwyczaj zostaje natychmiast zabity. Ale istnieją też miejsca w rodzaju Saint Louis, gdzie mutanci żyją na równi z ludźmi. Odmieńcy mają też swoje własne osady i organizacje, jak choćby mutanci Borgo.

### Neodżungla
Bardzo szybko rosnąca, drapieżna dżungla na granicy USA z Meksykiem. Jest pełna krwiożerczych i zmutowanych zwierząt, ludzi oraz roślin. Powstała tuż po wojnie na skutek ogromnego skażenia biologicznego, chemicznego oraz promieniowania. 

### Tornado
Tornado to najbardziej popularny i zarazem mocno degradujący narkotyk niewiadomego pochodzenia. Jego naturalne pochodzenie to czarne burze „tornadowe”, które wędrują po całych Stanach niczym burze piaskowe. Ludzie zrobili z tego interes, dzięki czemu Tornado jest dostępne w niemal każdej postaci (proszek, tabletki, płyny). Specyfika tego narkotyku polega na tym, że im w czystszej postaci się go zażywa, tym większa szansa na „doznanie wizji” – całkowicie niewyjaśnionego przeniesienia się psychicznie do przeszłości i wkroczenia do ciała ówczesnego człowieka.

### Gambling
W świecie Neuroshimy nie ma waluty. Wszelki handel odbywa się za pomocą tak zwanego gamblingu, czyli wymiany towar za towar, gdzie fikcyjną walutą jest gambel. Większe ośrodki starają się wprowadzać własną walutę, jednakże z dość słabym skutkiem – najlepiej radzi sobie Nowy Jork, którego dolary (ale tylko w formie fosforyzujących monet) są uznawane w większej części wschodnich Stanów Zjednoczonych.

### Technika
Wiele narzędzi, którymi posługują się gracze, są stylizowane na falloutowski styl Retro.
30 lat po wojnie nuklearnej większość elektroniki było bezużyteczne, chociaż co niektórzy ludzie posiadają cyborgizacje lub sztuczne organy przeszczepiane od mutantów.

## Cztery kolory
Cztery kolory to cztery sposoby gry i cztery wizje świata. Każdy z nich prezentuje odmienne spojrzenie na świat po zagładzie nuklearnej.

### Stal
Stal jest kolorem walki i odbudowy. W świecie Stali ruiny służą do odbudowy, wraki i złom do konstrukcji nowych maszyn, a broń – do aktywnej walki z każdym, kto wchodzi w drogę zdeterminowanym aby przeżyć ludziom. Stalowa Neuroshima pełna jest twardych i odważnych ludzi, którzy mają już dość chowania się po ruinach i słuchania o tym, że nie ma już czego ratować. Oni dobrze wiedzą, że nadzieja istnieje tylko wtedy, gdy każdy dzień zamieni się w konsekwentnie prowadzoną walkę. Dzięki dobrej organizacji, odpowiedniej ideologii oraz samodyscyplinie podejmą wyzwanie – i może kiedyś wreszcie wygrają, stworzą świat wolny od Molocha, radiacji, Tornado i mutantów.

### Rdza
Rdza to kolor rezygnacji, rozkładu, nieodwracalnego zniszczenia. W Rdzy świat już dawno umarł – mniej więcej trzydzieści lat temu, w chwili, kiedy wybuchła wojna. Całe życie później, to tylko powolne umieranie – ludzkość nękana przez Molocha, promieniowanie, coraz to nowe choroby jest skazana na zagładę – nie ma już po co walczyć ani żyć, jest tylko po co umierać. Brakuje sił nawet na rozpacz, pozostała wyłącznie rezygnacja. W opustoszałych miastach, ginących osadach i pośród ciszy pustkowi, żyją ludzie, którzy dawno się poddali. Chcą tylko godnie przeżyć ten czas, jaki im jeszcze został – odnaleźć rodzinę, ruszyć w podróż, pomyśleć o bliskich i przyjaciołach. A potem skończyć wreszcie to wszystko.

### Rtęć
Rtęć jest kolorem strachu i tajemnicy. Rtęciowa Neuroshima to miejsce, w którym człowiek już dawno przestał być panem sytuacji. Świat ogarnęła ciemność, ludzie na powrót stali się istotami kruchymi i bezbronnymi. Każdej nocy zastanawiają się, co kryje mrok i czy uda im się dożyć następnego dnia. Maszyny, bezwzględni mordercy, mutanci, choroby degenerujące ciało i umysł – to wszystko chce nas zniszczyć, zaszczuć. Przepełnieni lękiem i paranoją ludzie nie ufają dzisiejszym, pustym tylko z pozoru, ruinom, obawiają się reliktów dawnych czasów skrywających mroczne tajemnice i szkielety trupów i z każdą chwilą przegrywają walkę z najgroźniejszym z wrogów – ze strachem.

### Chrom
Chrom dla odmiany jest negacją wszystkich trzech pozostałych kolorów. Nikogo nie obchodzi tu odbudowa świata, strachy na lachy czy ględzenie o żegnaniu się ze światem w spokoju. Świat umarł, ale ludzie jeszcze żyją! To, jak zresztą wiele innych rzeczy, jest powodem do nieustającej zabawy i świętowania. A w Chromie świętuje się karkołomnymi wyczynami, popisami odwagi i brawury, szpanując ile wlezie i wyciskając tyle radości z życia w postnukleranym świecie, ile się da. Nie ma już prawa, przepisów, nie ma norm ani obowiązków – zostaje miejsce na niczym nieograniczoną wolność, której od zawsze brakowało człowiekowi. Świat opustoszał, ale znaczy to tylko tyle, że jest w nim teraz o wiele więcej miejsca na dobrą zabawę!

## Linia wydawnicza

### Dodatki
1. Wyścig, dodruk: listopad 2004
2. Gladiator, czerwiec 2003, dodruk do wersji 1.5: grudzień 2010
3. Suplement, sierpień 2003, dodruk październik 2022
4. Detroit, grudzień 2003
5. Krew i rdza, czerwiec 2004
6. Zabić szczura, lipiec 2004
7. Bohater², wrzesień 2004; dodruk: styczeń 2007, styczeń 2020
8. Miami, 2004/2005
9. Zaginione Miasto, kwiecień 2005, dodruk październik 2022
10. Piraci, lipiec 2005 (ISBN 83-921612-7-0), dodruk październik 2022
11. Bohater³, styczeń 2006
12. Łowca mutantów / Zabójca maszyn, maj 2006, dodruk maj 2021
13. Bestiariusz: Maszyny, sierpień 2006, dodruk maj 2021
14. Mistrz Gry², maj 2007
15. Bestiariusz: Bestie, listopad 2008
16. Ruiny, luty 2010, dodruk sierpień 2020
17. Krew i rdza 2, styczeń 2011
18. Prawo i sprawiedliwość, lipiec 2011, dodruk (jako Prawo i ołów) październik 2023
19. Nowy Jork, IV kwartał 2011
20. Skażenia, marzec 2012
21. Bohater Maxx grudzień 2012
22. Neuroshima RPG: Rok Molocha, wrzesień 2020
23. Moskwa, 2024

### Boxy
1. Moloch: Ucieczka z miasta maszyn, maj 2008, edycja limitowana: 500 szt.

### Kolekcja Dodatków Fanowskich
1. Neuromachia, 2010, edycja limitowana dostępna jedynie w konkursach i na konwentach

### Fanowskie dodatki uznane za oficjalne
1. Wieści z frontu #1, listopad 2005
2. Wieści z frontu #2, kwiecień 2006

### Zbiory opowiadań
- Czerwone oko, listopad 2007

### Gry planszowe i karciane
- Neuroshima Hex! oraz dodatki do niej
- 51. Stan
- The Resistance: Agenci Molocha
- Neuroshima: Konwój
- Neuroshima: Last Aurora
- Neuroshima: Resurgence

### Gry figurkowe
- Neuroshima Tactics

### Gry online
- Neuroshima Apocalypse